# Markel Crawford
Markel Crawford (Memphis, Tennessee, 24 de octubre de 1994) es un baloncestista estadounidense. Con 1,93 metros de estatura, juega en la posición de escolta.

## Trayectoria deportiva

### Universidad
Tras pasar su primera temporada inactivo debido a una lesión en el ligamento cruzado anterior que arrastraba de su etapa de instituto, jugó tres temporadas con los Tigers de la Universidad de Memphis, en las que promedió 8,0 puntos, 3,3 rebotes, 1,7 asistencias y 1,1 robos de balón por partido.
Tras graduarse en la universidad de Memphis, fue transferido a los Ole Miss Rebels de la Universidad de Misisipi para jugar una cuarta temporada, en la que promedió 9,2 puntos y 4,0 rebotes por partido.

### Profesional
Tras no ser elegido en el Draft de la NBA de 2018, disputó las Ligas de Verano de la NBA con los Memphis Grizzlies, con los que en diez partidos promedió 8,4 puntos y 1,4 rebotes. disputó también la pretemporada en el equipo de Tennessee, siendo finalmente uno de los últimos descartes antes del comienzo de la temporada oficial. Posteriormente se incorporaría a las filas de su equipo filial en la G League, los Memphis Hustle.
En febrero de 2025 fichó con los Gladiadores de Anzoátegui de la Superliga Profesional de Baloncesto de Venezuela.